# La Ermita, Lafragua
La Ermita är en ort i Mexiko.   Den ligger i kommunen Lafragua och delstaten Puebla, i den sydöstra delen av landet, 200 km öster om huvudstaden Mexico City. La Ermita ligger 2 960 meter över havet och antalet invånare är 305.
Terrängen runt La Ermita är huvudsakligen kuperad. La Ermita ligger uppe på en höjd. Runt La Ermita är det ganska tätbefolkat, med 60 invånare per kvadratkilometer. Närmaste större samhälle är Tlanalapan, 9,8 km söder om La Ermita. Trakten runt La Ermita består till största delen av jordbruksmark.